# Ivanbegovina
Ivanbegovina je naselje u općini Podbablje, u Splitsko-dalmatinskoj županiji. 

## Zemljopis
Naselje se nalazi zapadno od Druma.

## Stanovništvo
Od 1857. do 1921. podaci su sadržani u naselju Poljica. Do 1961. iskazano kao dio naselja. 
| broj stanovnika |       |       |       |       |       |       |       | 395   | 373   | 416   | 410   | 381   | 352   | 350   | 301   | 268   | 251   |
|                 | 1857. | 1869. | 1880. | 1890. | 1900. | 1910. | 1921. | 1931. | 1948. | 1953. | 1961. | 1971. | 1981. | 1991. | 2001. | 2011. | 2021. |

## Poznate osobe
- Milan Kujundžić, hrv. liječnik i političar, ravnatelj KB Dubrava
- Ivan Kujundžić (liječnik) (Ivo Kujundžić), hrv. liječnik, borac protiv centralizma i jugokomunizma (Hrvatski pokret otpora)[4][5]
- Branko Kujundžić, hrvatski iseljenički djelatnik i istaknuti politički emigrant

## Šport
- NK Kamen